# ستانلي هولدن
ستانلي هولدن (بالإنجليزية: Stanley Holden)‏ هو راقص باليه أمريكي، ولد في 27 يناير 1928، وتوفي في 11 مايو 2007 بسبب سرطان القولون.